# Bataille de Gloucester (1775)
Pour la bataille de 1777, voir bataille de Gloucester.
Guerre d'indépendance des États-Unis
Batailles
Campagne de Boston :
- Powder Alarm
- Suffolk Resolves
- Lexington et Concord
- Boston
- Thompson's War (en)
- Menotomy (en)
- Fairhaven
- Chelsea Creek
- Machias
- Bunker Hill
- Gloucester
- St. John (en)
- Falmouth
- Charlottetown (en)
- Expédition Knox
- Dorchester Heights

La bataille de Gloucester est une escarmouche du début de la guerre d'indépendance des États-Unis qui a eu lieu le 8 ou 9 août 1775 à Gloucester dans le Massachusetts.